# مروان لغنج
مروان لغنج مواليد 22 أبريل 1986 في القيروان، هو لاعب كرة سلة تونسي وأحد أعضاء منتخب تونس لكرة السلة. بدأ مسيرته الاحترافية في سنة 2005. يلعب مع الشبيبة الرياضية القيروانية في بطولة تونس لكرة السلة للرجال كلاعب هجوم خلفي. يبلغ طوله 6 قدم 3 بوصة (1.9 م). مثّل منتخب بلاده. شارك في دورة الألعاب الأولمبية الصيفية سنة 2012.

## روابط خارجية
- مروان لغنج على موقع الاتحاد الدولي لكرة السلة (الإنجليزية)
- مروان لغنج على موقع كرة السلة الأوروبية.كوم (الإنجليزية)
- مروان لغنج على موقع ريلجم (الإنجليزية)
- مروان لغنج على موقع بروبوليرز (الإنجليزية)
- مروان لغنج على موقع سبورتس رفرنس (الإنجليزية)
- مروان لغنج على موقع أوليمبيديا (الإنجليزية)